# لارين داى
لارين داى (بالإنجليزية: Laraine Day)‏ هي مقدمة تلفزيونية وكاتِبة وممثلة أمريكية، ولدت في 13 أكتوبر 1920 في الولايات المتحدة، وتوفيت بنفس المكان في 10 نوفمبر 2007. بدأت مشوارها المهني سنة 1937.

## أعمال

### أفلام
- (1940) المراسل الأجنبي
- (1954) السامي والقوي

## وصلات خارجية
- لارين داى على موقع IMDb (الإنجليزية)
- لارين داى على موقع الموسوعة البريطانية (الإنجليزية)
- لارين داى على موقع ألو سيني (الفرنسية)
- لارين داى على موقع تيرنر كلاسيك موفيز (الإنجليزية)
- لارين داى على موقع أول موفي (الإنجليزية)
- لارين داى على موقع قاعدة بيانات الأفلام السويدية (السويدية)
- لارين داى على موقع إن إن دي بي (الإنجليزية)
- لارين داى على موقع قاعدة بيانات الفيلم (الإنجليزية)
- لارين داى على موقع كينوبويسك (الروسية)